# River Grove
River Grove è un comune degli Stati Uniti d'America, situato nell'Illinois, nella contea di Cook. Si tratta di un sobborgo di Chicago.